# Platypalpus stroblii
Platypalpus stroblii är en tvåvingeart som först beskrevs av Josef Mik 1900.  Platypalpus stroblii ingår i släktet Platypalpus och familjen puckeldansflugor. Inga underarter finns listade i Catalogue of Life.